# Laniellus
A Laniellus a madarak osztályának verébalakúak (Passeriformes) rendjébe és a  Leiothrichidae családjába tartozó nem. A nem besorolása vitatott, egyes szervezetek a Crocias nembe helyezik az ide tartozó két fajt is. 

## Rendszerezésük
A nemet William John Swainson írta le 1832-ben, az alábbi 2 faj tartozik ide:
- Laniellus albonotatus[1] vagy Crocias albonotatus[2]
- Laniellus langbianis[1] vagy Crocias langbianis[2]

## Előfordulásuk
Délkelet-Ázsia területén honosak. A természetes élőhelyük a szubtrópusi vagy trópusi hegyi esőerdők. Állandó, nem vonuló fajok.

## Megjelenésük
Átlagos testhosszuk 20-22 centiméter közötti.